# Hugó galileai herceg
Hugó galileai herceg (franciául: Hugues de Saint-Omer; Thérouanne, 11. század közepe – Haurán, 1106. augusztus) francia nemes, keresztes lovag, 1101–1106 között Galilea és Tibériás hercege.

## Élete

### Származása és családja
Hugues de Saint-Omer egy franciaországi nemes család gyermekeként született valamikor a 11. század közepe tájékán. Szülei ismeretlenek; családja Fauquembergues és Saint-Omer körül birtokolt földeket. A família több tagja is csatlakozott a keresztes hadjáratokhoz: Hugues de Saint-Omer mellett fivére, Gérard de Saint-Omer és később egyik távolabbi rokonuk, Godefroy de Saint-Omer mint templomos lovag. A család számára a keresztes hadjáratok hozták el a felemelkedés lehetőségét.
Hugues de Saint-Omer magánéletéről keveset tudni. Megnősült; ám felesége neve és házasságkötésük időpontja nem ismeretes. A kapcsolatból két leánygyermek származott:
- Eschive de Saint-Omer
- Helvis de Saint-Omer.

Az idősebbik leány, Eschive de Saint-Omer feltehetően később feleségül ment egy nagy hatalmú keresztes lovaghoz, Vilmos tibériási herceghez. A második leány, Helvis de Saint-Omer szintén egy frank lovag házastársa lett.

## Uralkodása
Hugues de Saint-Omer valószínűleg a hadjárat egyik legkiemelkedőbb vezére, Baudouin de Boulogne seregéhez csatlakozott. Bouillon Gottfried öccse hamar leszakadt a keresztes főseregtől, hogy 1098-ban létrehozza az első keresztes államot Edesszai Grófság néven, melynek azután ő maga lett az uralkodója. Hugues de Saint-Omer hűségesen kitartott az újdonsült edesszai gróf mellett: 1101-ben elkísérte őt Jeruzsálembe, mikor a grófnak erővel kellett megszereznie a jeruzsálemi koronát elhalt fivére után. Hűségének jutalmául Hugues de Saint-Omer ugyanezen év március 9-én elnyerte a galileai hercegi címet. A Galileai Hercegséget 1099-ben alapította Tancrède de Hauteville itáliai normann lovag, aki azonban az antiochiai régensi cím felvétele után lemondott galileai birtokairól. Ekkor iktatta be a jeruzsálemi királlyá koronázott Baudouin de Boulogne a királyság legnagyobb és legjelentősebb hűbérbirtokába Hugó galileai és tibériási herceget.
A király hűbéreseként a galileai herceg kötelességei közé tartozott harcolni az uralkodó seregében. 1101. szeptember 7-én a galileai herceg egyike volt az első ramlai csata főszereplőinek, ő irányította az öt részre osztott királyi sereg egyik egységét. A főként galileaiakból álló csapat harmadikként támadott az ellenségre, de az egyiptomiak megfutamították őket, és a nagy veszteségeket szenvedett Hugó herceg embereivel Jaffa irányába menekült. A városba érve azt a hírt hozta az ott várakozó királyi udvarnak, hogy az ütközetet elvesztették és a király is meghalt; azonban a következő reggelen a csatát hősiesen megfordító király bevonult a városba. 1102. május 19-én a blokád alá vett jaffai kikötő felmentésére sietett a tibériási herceg. Seregében nyolcvan „válogatott galileai lovag” harcolt; a várost csak közel tíz nap múltán sikerült felmenteni egy angliai hajóraj segítségével.
I. Balduin jeruzsálemi király bátorítására Hugó galileai herceg támadó politikát folytatott a muszlimokkal szemben. A Türosz–Bánjász–Damaszkusz között húzódó út mentén felépítette Toron várát, így ellenőrzése alá vonhatta az úton átvonuló kereskedőket. Ezután – a Kineret-tótól keletre elterülő gazdag vidékeken való portyázás biztosítására – nekifogott egy másik erőd építésének, a tengertől délnyugatra. A második erődöt az arabok az al-Ál néven ismerték. A két erőd 1105-re készült el, viszont létezésük sértette Togtekin damaszkuszi atabég felségterületét és fennhatóságát. Az év végén egy sikeres portya után a hazafelé tartó Hugó galileai hercegre támadt a damaszkuszi sereg: a galileai hadat megfutamították, al-Ál erődjét bevették. Az ütközetben Hugó galileai herceg halásos sebesülést kapott, és rövidesen belehalt sérülésébe. Aacheni Albert krónikás feljegyzései szerint a tibériási herceget Názáretben temették el.
A jeruzsálemi állam egyik legjelentősebb hűbérbirtoka egy időre uralkodó nélkül maradt. A király a megboldogult herceg fivérét szemelte ki új hűbéresének; Gérard de Saint-Omer azonban ekkor már hosszú ideje betegeskedett. Gyenge egészsége nem tette volna lehetővé számára a fontos terület megvédését; azonkívül rövid idővel testvére után ő is elhalálozott. I. Balduin jeruzsálemi király ilyenformán egy másik frank nemesre, Gervais de Bazoches lovagra ruházta a galileai birtokot.